# Cipollatura
La cipollatura è un processo durante il quale si ha un distacco tra due anelli annuali ed è causa di difetti del legno nel fusto delle piante.
È causata dal gelo, dalle intemperie e dai funghi.
Riguarda alcune specie piuttosto che altre ed arreca al legname un danno in genere totale.